# Castillo de Santa Bárbara (Lanzarote)

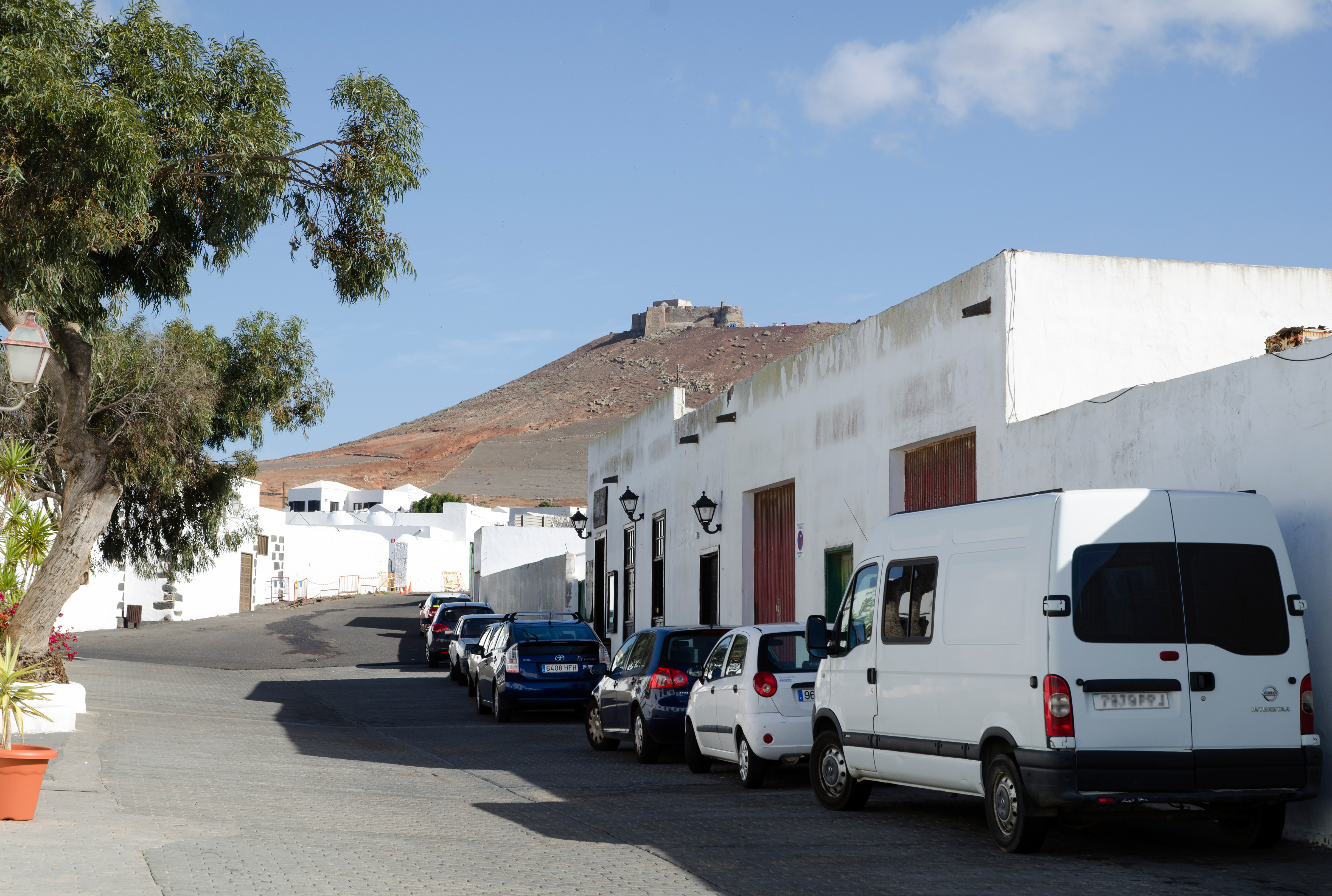
Die Festung, von Teguise aus gesehen

Das Castillo de Santa Bárbara (amtliche Bezeichnung: Castillo de Santa Bárbara y San Hermenegildo) liegt auf der Kanarischen Insel Lanzarote in der Gemeinde und nahe der gleichnamigen Stadt Teguise. 

## Geschichte
Das Castillo ist eine Festung östlich von Teguise und 135 Meter über der Stadt auf dem Vulkan Guanapay. Sie gleicht einer Ritterburg, besitzt eine Zugbrücke und kleine Rundtürme.
Anfang des 14. Jahrhunderts wurde auf dem Vulkan Guanapay das kleine Fort Guanapay von Lancelotto Malocello errichtet. Im 16. Jahrhundert hat Sancho de Herrera eine Festung auf den Resten des alten Forts erbaut, um die Stadtbevölkerung vor Piraten-Überfällen zu schützen. Jedoch verursachte die Belagerung durch den Piraten Morato Arraez im Jahre 1586 große Schäden. Die spanische Krone beauftragte Leonardo Torriani mit ihrer Rekonstruktion. Seit 1596 behielt die Festung ihre Struktur. Der im 17. Jahrhundert durchgeführte Ausbau gemäß dem Projekt Torrianis verstärkte die Struktur der Festung. In der Caldera des Vulkans sind die Reste einer Zisterne aus dem 18. Jahrhundert zu erkennen. Die Festung sollte weiterhin die Bewohner von Teguise vor Piratenangriffen warnen und schützen. Der Standort ist leicht zu verteidigen und man kann von hier bis zur West- und Ostküste Lanzarotes, zur heutigen Inselhauptstadt Arrecife, zum Nationalpark Timanfaya im Süden und zur Insel La Graciosa im Norden sehen. Trotzdem fiel die Festung mehrmals in die Hände von Piraten und wurde zerstört. Außerdem ist sie zu weit von der Stadt entfernt, um diese wirksam zu schützen.
Im Castillo de Santa Bárbara befindet sich, nach zweijähriger Renovierung, seit 1991 ein Emigrantenmuseum (Museo del Emigrante Canario), das mit Hilfe von Unterlagen der Gemeindearchive und ehemaliger Auswanderer eingerichtet wurde. Fotos, Stiche, grafische Darstellungen, Originalkarten, Briefe und Habseligkeiten der Auswanderer, sowie Nachbildungen der Emigranten-Schiffe dokumentieren die 250 Familien, die um 1880 wegen einer Dürrekatastrophe unter anderem nach Kuba, Venezuela, Florida und Argentinien ausgewandert sind.
Im Jahr 2010 wurde im Castillo  ein Piratenmuseum eingerichtet.